# Hochzeiten
Hochzeiten ist ein deutscher Fernsehfilm von Nikolai Müllerschön aus dem Jahr 2012 mit Senta Berger und Friedrich von Thun in den Hauptrollen und Lisa Martinek, Tim Bergmann, Fritz Karl und Bibiana Zeller in tragenden Rollen.

## Handlung
Die Münchner Gärtnereibesitzerin Klara wird mit dem Umweltpreis für die Aufforstung der umliegenden Gegend ausgezeichnet. Von dem Großunternehmer Bernhard, der wenig umweltfreundliche Flugzeuge baut, ist sie seit 20 Jahren geschieden, nachdem sie ihn bei einem Seitensprung erwischt hatte. Ihre gemeinsame Tochter Sophie, die als Flugzeugingenieurin für ihren Vater arbeitet, will ihren Kollegen Ingo heiraten und erwartet, dass sich ihre Eltern zwecks Hochzeitsplanung an einen Tisch setzen. Klara findet jedoch, dass Workaholic Ingo nicht der Richtige für ihre Tochter ist, zumal Sophies große Liebe, der Schriftsteller und Weltenbummler Hans, nach 14 Jahren in die Heimat zurückgekehrt ist. Bei Klara findet er vorübergehend Unterschlupf.
Bernhard, der seit einer Weile mit der weit jüngeren Nicole verheiratet ist, braucht unterdessen die Hilfe seiner Ex-Frau. Es steht nicht gut um sein Flugzeugwerk. Nur ein Geschäft mit einem indischen Großindustriellen kann seine Firma noch retten. Da der Inder einst in Klara verliebt war, erhofft sich Bernhard, dass Klara den Industriellen zugunsten des Flugzeugwerks umstimmen kann. Bernhard fährt daher zu einer Berghütte, wo Klara die Nacht verbringen wird. Als Klara Bernhard, der sie zu ihrem Missfallen stets Claire nennt, dort antrifft, fährt sie wütend mit ihrem Transportwagen davon. Ein Erdrutsch erfasst jedoch den Wagen und Klara verletzt sich am Bein. Bernhard eilt zu ihr und verarztet ihre Wunde in der Berghütte. Dabei kommen sie sich wieder näher und verbringen schließlich die Nacht miteinander.
Sophie will derweil mit ihrer Mutter über Hans sprechen, den sie zufällig in der Stadt getroffen hat. In Klaras Haus in München findet sie jedoch nicht ihre Mutter, sondern ausgerechnet Hans vor. Dieser ist gerade beim Kochen und verbrennt sich die Hand. Sophie verbindet ihm die Wunde und unterhält sich mit ihm. Hans gibt ihr zu verstehen, dass nicht sein Weggehen die gemeinsame Beziehung einst beendet habe, sondern ihre zu hohen Ansprüche an ihn und sich selbst. Als er Sophie küsst, lässt sie es kurzzeitig zu, gibt ihm dann jedoch eine Ohrfeige. Sie geht nach Hause und ruft Ingo an, der wie immer mit anderen Dingen beschäftigt ist und erst spät am Abend heimkehrt.
Klaras Mutter Erna ist überzeugt, dass Klara ein Verhältnis hat, und lässt dies auch Bernhard wissen. Obwohl Klara und Bernhard anschließend wie so oft in Streit geraten, willigt Klara ein, Bernhard bei seinem Geschäft mit dem indischen Industriellen behilflich zu sein. Mit Charme gelingt es ihr, den Inder zu überzeugen und das Geschäft abzuschließen. Als Gegenleistung wünscht sie sich von Bernhard eine Reise mit der Transsibirischen Eisenbahn. Doch zunächst stoßen beide auf ihren Erfolg in einem Privatjet in Bernhards Flugzeugwerk an. Dabei gestehen sie sich ein, wie sehr sie sich noch immer lieben. Auf der Suche nach Ingo trifft auch Sophie dort ein. Als Ingo ihr über den Weg läuft, möchte sie von ihm wissen, ob er sie um ihrer selbst willen heiraten will oder ob es ihm mit der Hochzeit nur um seine eigene Karriere geht. Ingo weicht ihr aus, da er schnell noch etwas Geschäftliches zu erledigen habe. Sophie bleibt enttäuscht zurück. Klara und Bernhard versuchen, ihre Tochter zu trösten. Vor der Hochzeit seiner Tochter lässt Bernhard seine Frau Nicole wissen, dass er sich von ihr scheiden lassen will. Nicole gibt sich verständnisvoll, als Bernhard einwilligt, sie mit einem größeren Geldbetrag abzufinden. In Klaras Gärtnerei geben sich schließlich Sophie und Hans das Ja-Wort. Ingo ist dabei Trauzeuge. Klara und Bernhard besteigen kurz darauf gemeinsam die Transsibirische Eisenbahn.

## Hintergrund
Hochzeiten ist eine Produktion der Degeto Film und von sperl productions. Die Dreharbeiten fanden in München statt. Am 27. September 2012 wurde der Film erstmals von der ARD im Fernsehen gezeigt. Mit 4,51 Millionen Zuschauern konnte ein Marktanteil von 14,8 % erzielt werden.
Senta Berger und Friedrich von Thun hatten zuvor bereits in der Arztserie Dr. Schwarz und Dr. Martin (1993–1996), im Fernsehdrama Lamorte (1996) und im Fernsehvierteiler Liebe und weitere Katastrophen (1998) zusammen gespielt. Auch Regisseur Nikolai Müllerschön, der gemeinsam mit Gabriela Sperl das Drehbuch schrieb, hatte mit von Thun für die Krimireihe Die Verbrechen des Professor Capellari bereits mehrfach zusammengearbeitet.
Im Jahr 2012 entstand eine Fortsetzung mit dem Titel Just Married – Hochzeiten zwei, die erstmals am 2. Mai 2013 im Ersten ausgestrahlt wurde.

## Kritiken
„Humorvolle (Fernseh-)Familienkomödie mit überzeugenden Darstellern“, urteilte das Lexikon des internationalen Films. TV Spielfilm meinte, dass das „spielfreudig[e] Duo aus Die schnelle Gerdi […] einen amüsanten Schlagabtausch [verspricht]“, sich hier jedoch in „belanglose[m] Geplänkel und Gezanke“ verliere. Das Fazit lautete: „Gute Darsteller in ausgelutschter Story.“ Auch TV Movie war nicht begeistert: „Klischees werden mit Stars vermählt.“ Prisma zufolge hätten Senta Berger und Friedrich von Thun „bravourös“ ein früheres Ehepaar gemimt, „das sich nach Jahren der Trennung wieder auf die einstige Liebe besinnt“. Das sei „zwar nicht sonderlich originell, doch wie von Thun und Berger dies spielen, ist allmal sehenswert“.